# Liste der Biografien/Chat
Liste der Biografien |
Portal Biografien |
Personensuche
# |
A |
B |
C |
D |
E |
F |
G |
H |
I |
J |
K |
L |
M |
N |
O |
P |
Q |
R |
S |
T |
U |
V |
W |
X |
Y |
Z |
?
 
Ca |
Cb |
Cc |
Ce |
Ch |
Ci |
Cj |
Ck |
Cl |
Cm |
Cn |
Co |
Cr |
Cs |
Ct |
Cu |
Cv |
Cw |
Cy |
Cz
 
Cha |
Chb |
Che |
Chh |
Chi |
Chk |
Chl |
Chm |
Chn |
Cho |
Chr |
Cht |
Chu |
Chv |
Chw |
Chy
 
Chaa |
Chab |
Chac |
Chad |
Chae |
Chaf |
Chag |
Chah |
Chai |
Chaj |
Chak |
Chal |
Cham |
Chan |
Chao |
Chap |
Chaq |
Char |
Chas |
Chat |
Chau |
Chav |
Chaw |
Chay |
Chaz
Die Liste der Biografien führt alle Personen auf, die in der deutschsprachigen Wikipedia einen Artikel haben. Dieses ist eine Teilliste mit 226 Einträgen von Personen, deren Namen mit den Buchstaben „Chat“ beginnt.

## Chat
- Chat, Philippe (* 1970), französischer Fußballschiedsrichter

### Chata
- Chataigneau, Yves (1891–1969), französischer Pädagoge, Offizier und Diplomat
- Châtaignier, Maxime (* 1988), französischer Shorttracker
- Chatain, Dominique, französische Physikerin und Chemikerin
- Chatain, Peter (* 1999), US-amerikanischer Ruderer
- Chataira, Raymond (* 1984), simbabwischer Bildhauer
- Chatajew, Imam Abdulajewitsch (* 1994), russischer Boxer
- Chatajewitsch, Mendel Markowitsch (1893–1937), sowjetischer Parteifunktionär der KPdSU
- Chatami, Mohammad (* 1943), iranischer Staatspräsident (1997–2005)
- Chatami, Mohammad-Reza (* 1959), iranischer Politiker
- Chatan, Yara (1760–1812), japanischer Karateka
- Chatanbaatar, Magsardschaw (1878–1927), mongolischer Premierminister
- Chatara, Tendai (* 1991), simbabwischer Cricketspieler
- Chatard, Francis Silas Marean (1834–1918), US-amerikanischer Geistlicher und römisch-katholischer Bischof von Indianapolis
- Chatardová, Marie (* 1963), tschechische Diplomatin und Botschafterin
- Chataud, Marc Alfred (1833–1908), französischer Orientmaler
- Chataway, Christopher (1931–2014), britischer Leichtathlet und Politiker, Mitglied des House of Commons

### Chatc
- Chatchai Boonnuk (* 2004), thailändischer Fußballspieler
- Chatchai Bootprom (* 1987), thailändischer Fußballspieler
- Chatchai Chiakklang (* 1990), thailändischer Fußballspieler
- Chatchai Kumpraya (* 1984), thailändischer Fußballspieler
- Chatchai Mokkasem (* 1982), thailändischer Fußballspieler
- Chatchai Nakwichit (* 1988), thailändischer Fußballspieler
- Chatchai Nanthawichianrit (* 1994), thailändischer Fußballspieler
- Chatchai Paholpat (* 1947), thailändischer Fußballspieler und -trainer
- Chatchai Plengpanich (* 1960), thailändischer Schauspieler
- Chatchai Saengdao (* 1997), thailändischer Fußballspieler
- Chatchana Sripho (* 2000), thailändischer Fußballspieler
- Chatchon Jairangsee (* 1995), thailändischer Fußballspieler

### Chate
- Chateau, Ludwig (1906–1975), deutscher Künstler und Bildhauer
- Chateaublanc, Diane de Joannis de (1635–1667), französische Adlige, Mordopfer
- Chateaubriand, François-René de (1768–1848), französischer Schriftsteller, Politiker und DiplomatFrançois-René de Chateaubriand (1768–1848)

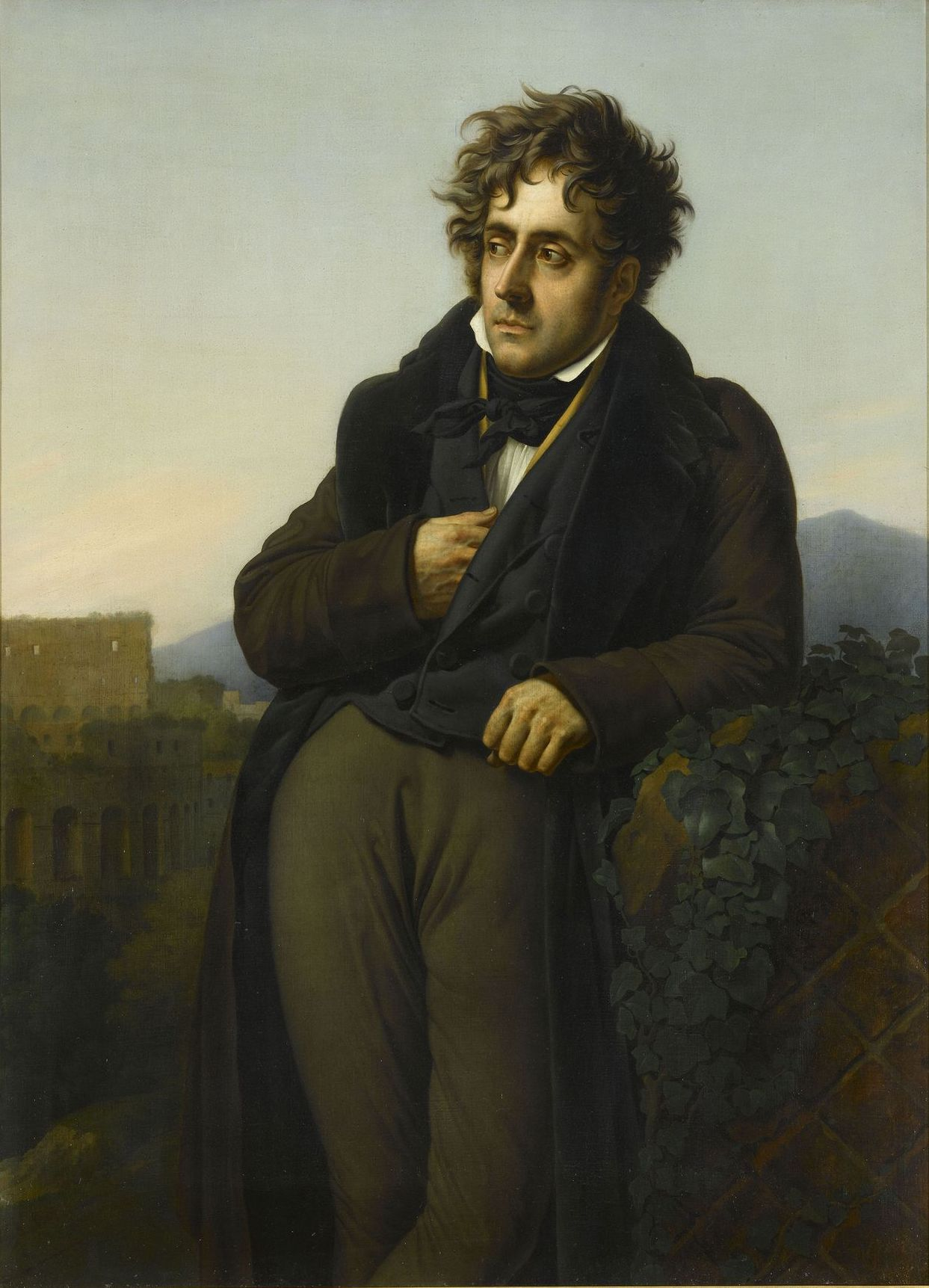
François-René de Chateaubriand (1768–1848)

- Châteaubriant, Alphonse de (1877–1951), französischer Schriftsteller
- Châteaubrun, Jean-Baptiste Vivien de (1686–1775), französischer Dramatiker
- Chateauneuf, Alexis de (1799–1853), Architekt und Stadtplaner
- Châteaurenault, François Louis Rousselet de (1637–1716), französischer Adliger, Marschall und Vizeadmiral
- Châteaureynaud, Georges-Olivier (* 1947), französischer Schriftsteller
- Châteauvillain, Jeanne de, französische Adlige
- Chatel, Corinne, deutsch-französische Sängerin und Fernsehmoderatorin
- Châtel, Ferdinand François (1795–1875), Bischof-Primas von Gallien
- Chatel, François (1926–1982), französischer Regisseur
- Châtel, Jean (1575–1594), Attentäter auf König auf Heinrich IV.
- Chatel, Luc (* 1964), französischer Politiker (UMP), Mitglied der Nationalversammlung
- Chatel, Peter (1943–1986), deutscher Schauspieler
- Chatelain, Alex (* 1978), Schweizer Eishockeyspiele und -funktionär
- Chatelain, Arthur B. (1896–1952), US-amerikanischer Filmtechniker und Erfinder bei 20th Century Fox
- Chatelain, Christine (* 1985), kanadische Filmschauspielerin
- Chatelain, Cyrielle (* 1987), französische Politikerin
- Chatelain, Jean-Pierre (1916–1995), Schweizer Jurist und Politiker
- Châtelain, Léo (1839–1913), Schweizer Architekt
- Chatelain, Marcia (* 1979), US-amerikanische Historikerin und Hochschullehrerin (African American Studies)
- Chatelain, Nicolas (* 1970), französischer Tischtennisspieler
- Chatelais, Michel (1933–1994), französischer Diplomat
- Châtelet, Albert (1883–1960), französischer Mathematiker und Politiker
- Châtelet, Claude-Louis (1753–1795), französischer Maler
- Châtelet, Émilie du (1706–1749), französische Mathematikerin, Physikerin und PhilosophinÉmilie du Châtelet (1706–1749)

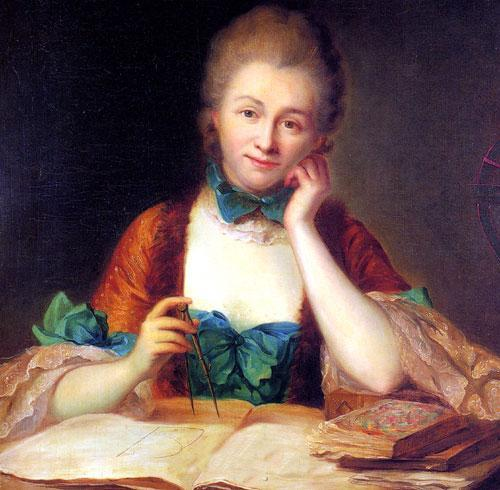
Émilie du Châtelet (1706–1749)

- Châtelet, François (1912–1987), französischer Mathematiker
- Châtelet, François (1925–1985), französischer Philosoph
- Châtelet, Louis Marie Florent du (1727–1793), französischer Offizier, zuletzt Generalleutnant und Diplomat
- Châtelet, Noëlle (* 1944), französische Schauspielerin und Autorin
- Chatelier, Margaux (* 1990), französische Schauspielerin
- Chatenay, Victor (1886–1985), französischer Jurist, Wirtschaftsmanager und Politiker
- Chatenet, Pierre (1917–1997), französischer Politiker
- Chatenoud, Lucienne (* 1956), französische Immunologin
- Chater, Edward Hubert (1902–1975), britischer Botaniker und Pflanzensammler
- Chater, Geoffrey (1921–2021), britischer Schauspieler
- Chater, Nick (* 1965), britischer Kognitionswissenschaftler und Psychologe
- Chater, Tony (1929–2016), britischer Journalist und kommunistischer Politiker

### Chatf
- Chatfield, Emelia (* 2001), haitianisch-US-amerikanische Hürdenläuferin
- Chatfield, Ernle, 1. Baron Chatfield (1873–1967), britischer Flottenadmiral, Erster Seelord und Minister
- Chatfield, Frederick (1801–1872), britischer Diplomat
- Chatfield, Lee (* 1988), US-amerikanischer Politiker
- Chatfield, Levi S. (1808–1884), US-amerikanischer Jurist und Politiker
- Chatfield, Mark (1953–1998), US-amerikanischer Brustschwimmer
- Chatfield, Shoshana (* 1965), US-amerikanische Offizierin, Präsidentin des US-Naval War College

### Chath
- Chatham, Ray (1924–1999), englischer Fußballspieler
- Chatham, Rhys (* 1952), US-amerikanischer Komponist, Gitarrist und Trompeter
- Chatham, Richard Thurmond (1896–1957), US-amerikanischer Politiker
- Chatham, Wes (* 1978), US-amerikanischer SchauspielerWes Chatham (* 1978)

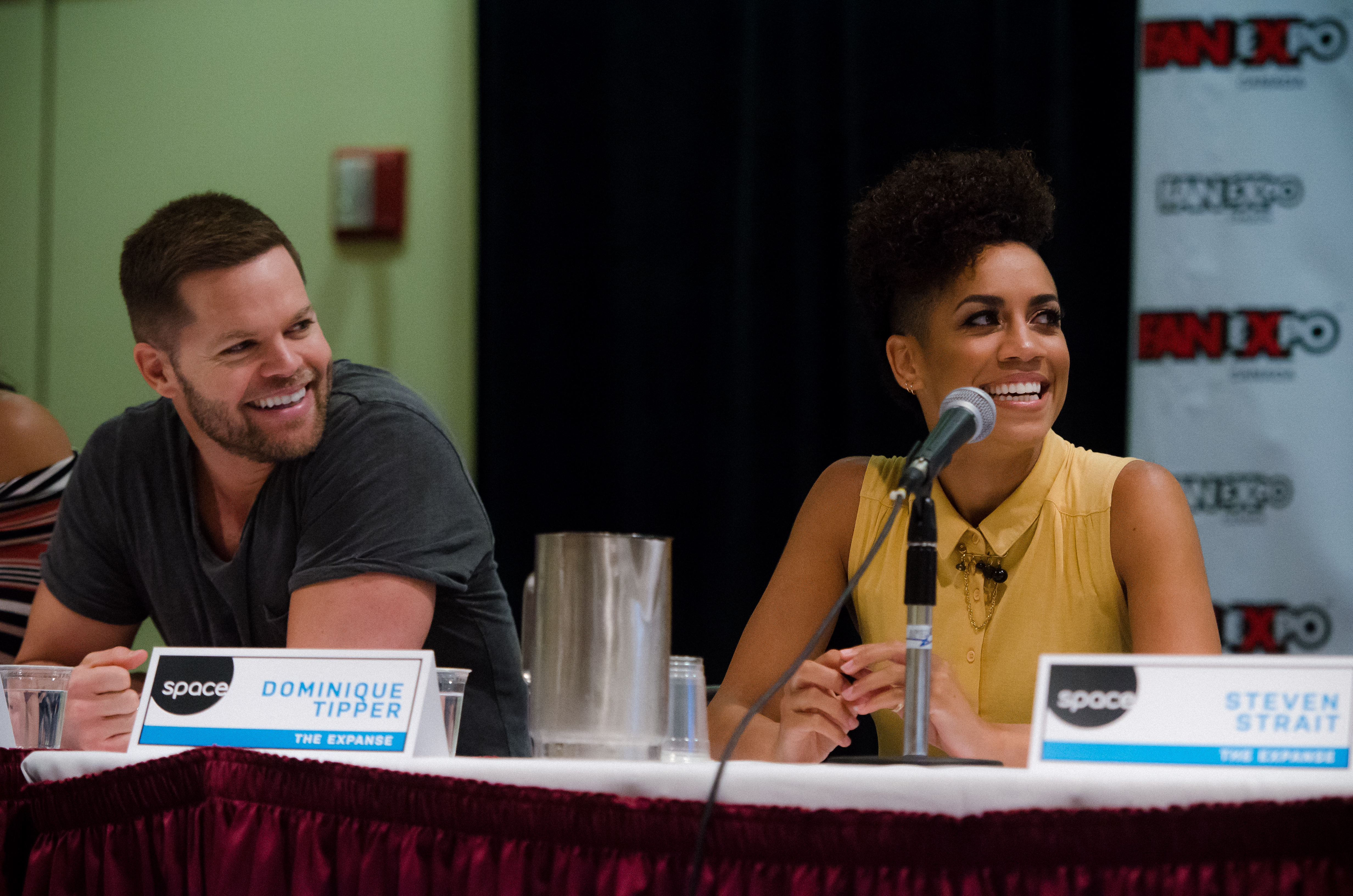
Wes Chatham (* 1978)

- Chathran, Abdulaziz al- (* 1973), saudi-arabischer Fußballspieler
- Chathura Gunaratne, Wellala Hettige (* 1982), sri-lankischer Fußballspieler
- Chathurangani, Jani (* 1981), sri-lankische Leichtathletin

### Chati
- Chatīb al-Baghdādī, al- (1002–1071), schafiitischer Gelehrter
- Chatib, Abdul Ilah al- (* 1953), jordanischer Politiker
- Chatib, Ahmed al- (1933–1982), syrischer Präsident und Parlamentssprecher
- Chatib, Bahidsch al- (1895–1981), syrischer Präsident
- Chatib, Moas al- (* 1960), syrischer Politiker
- Chatīb, Muhibb ad-Dīn al- (1886–1969), syrischer Publizist
- Chatichai Choonhavan († 1998), thailändischer Offizier, Politiker und Diplomat, Premierminister von Thailand (1988–1991)
- Chatila Zwahlen, Yasmine (* 1963), Schweizer Diplomatin
- Chatiliez, Étienne (* 1952), französischer Filmemacher
- Châtillon, Auguste de (1808–1881), französischer Bildhauer, Maler und Schriftsteller
- Chatillon, Frédéric (* 1968), französischer Geschäftsmann und Politiker (FN)
- Châtillon, Louise Emmanuelle de (1763–1814), französische Aristokratin und Memorialistin
- Chatillon, Octave (1832–1906), kanadischer Geiger, Pianist, Organist, Komponist und Dramatiker
- Chatin, Adolphe (1813–1901), französischer Botaniker und Mediziner
- Chatin, Joannes (1847–1912), französischer Zoologe und Botaniker
- Chatin, Paul-Loup (* 1991), französischer Automobilrennfahrer
- Chatinier, Ton du (* 1958), niederländischer Fußballspieler und -trainer
- Chatissjan, Alexander (1874–1945), armenischer Taschnakenpolitiker
- Chatitre, altägyptischer König der 14. Dynastie

### Chatl
- Chatlain, Murray (* 1963), kanadischer Geistlicher, römisch-katholischer Erzbischof von Winnipeg
- Chatlonij, Iskandar (1954–2000), tadschikischer Hörfunkjournalist

### Chatm
- Chatman, Mire (* 1978), US-amerikanischer Basketballspieler
- Chatman, Seymour (1928–2015), US-amerikanischer Literaturkritiker, Schriftsteller und Erzählforscher
- Chatman, Stephen (* 1950), kanadischer Komponist und Musikpädagoge
- Chatman, Vernon (* 1972), US-amerikanischer Fernsehproduzent
- Chatmon, Bill, US-amerikanischer Basketballspieler
- Chatmon, Henderson (1849–1934), US-amerikanischer Blues-Musiker
- Chatmon, Lonnie (* 1888), US-amerikanischer Bluesmusiker
- Chatmon, Sam (1897–1983), US-amerikanischer Blues-Musiker
- Chatmongkol Rueangthanarot (* 2002), thailändischer Fußballspieler
- Chatmongkol Thongkiri (* 1997), thailändischer Fußballspieler

### Chato
- Chato († 1934), Anführer der Chiricahua-ApachenChato († 1934)

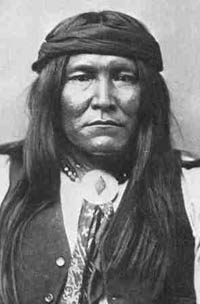
Chato († 1934)

- Chato, Paterson (* 1996), deutsch-kamerunischer Fußballspieler
- Chatochow, Dschambulat (1999–2020), russischer Rekordhalter, dickstes Kind der Welt
- Chaton, Jeanne (1899–1989), französische Pazifistin und Frauenrechtlerin
- Chatoyer, Joseph († 1795), vincentischer Politiker

### Chatr
- Chatrath, Stefan (* 1976), deutscher Wirtschaftswissenschaftler mit Schwerpunkt Sportmarketing
- Chatree Chimtalay (* 1983), thailändischer Fußballspieler
- Chatri Rattanawong (* 1993), thailändischer Fußballspieler
- Chatrian, Alexandre (1826–1890), französischer Schriftsteller
- Chatrian, Carlo (* 1971), italienischer Filmkritiker und Filmfestivalorganisator
- Chatrichalerm Yukol (* 1942), thailändischer Filmregisseur, Drehbuchautor und Filmproduzent
- Chatrier, Philippe (1926–2000), französischer Tennisspieler, Funktionär, IOC-Mitglied
- Chatriot, François (* 1952), französischer Rallyefahrer

### Chats
- Chatschadurjan, Karekin (1880–1961), 81. Patriarchat von Konstantinopel der Armenischen Apostolischen Kirche
- Chatschanow, Karen Abgarowitsch (* 1996), russischer Tennisspieler
- Chatschatrjan, Ara (* 1982), armenischer Gewichtheber
- Chatschatrjan, Kristine (* 1989), armenische Skilangläuferin
- Chatschatrjan, Marinka (* 1997), armenische Schauspielerin
- Chatschatrjan, Sergei (* 1985), armenischer Violinist
- Chatschaturjan, Aram (1903–1978), sowjetisch-armenischer KomponistAram Chatschaturjan (1903–1978)

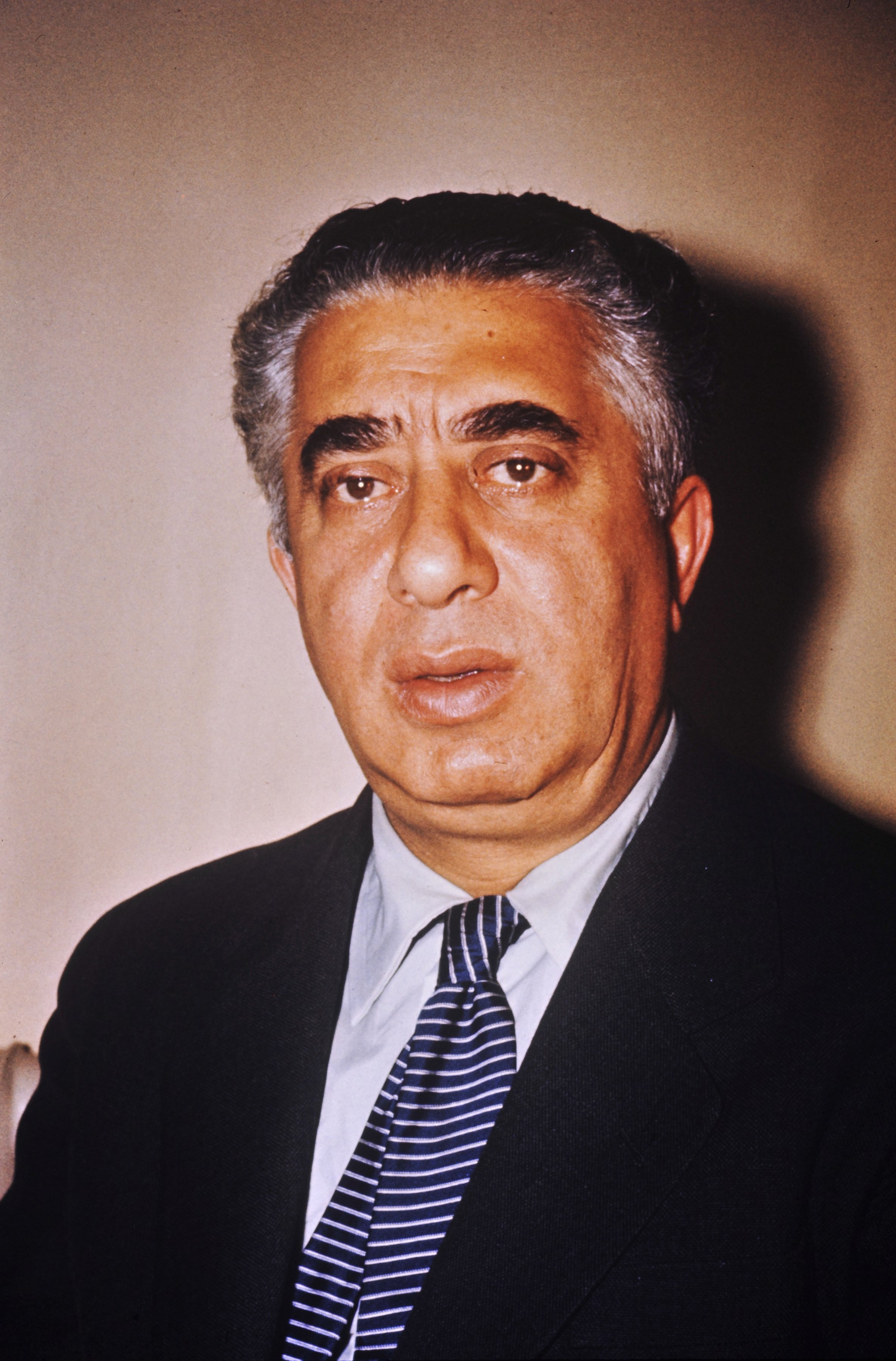
Aram Chatschaturjan (1903–1978)

- Chatschaturjan, Emin (1930–2000), armenischer Dirigent und Komponist
- Chatschaturjan, Gayane (1942–2009), armenische Malerin und Grafikerin
- Chatschaturjan, Karen Surenowitsch (1920–2011), russischer Komponist
- Chatschaturjan, Wahagn (* 1959), armenischer Ökonom, Politiker, Abgeordneter, Minister und StaatspräsidentWahagn Chatschaturjan (* 1959)

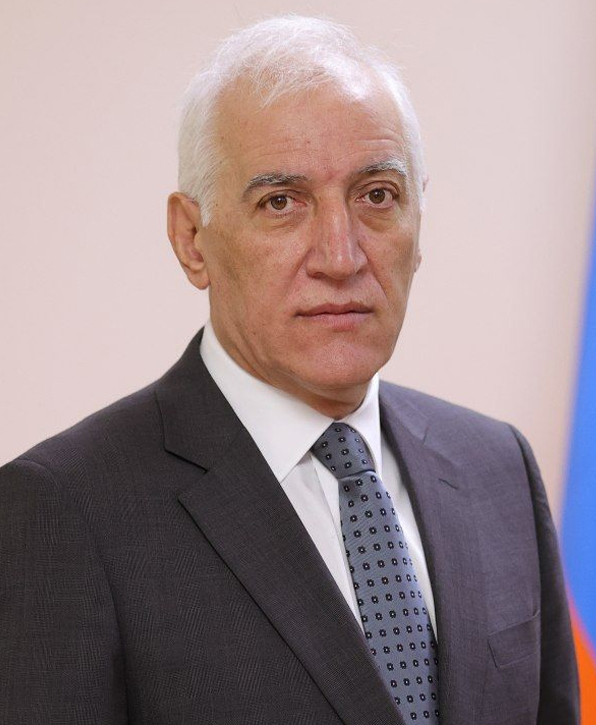
Wahagn Chatschaturjan (* 1959)

- Chatschaturow, Artjom (* 1992), moldauisch-armenischer Fußballspieler
- Chatscheridi, Jewhen (* 1987), ukrainischer Fußballspieler
- Chatschidse, Schalwa (* 2003), georgischer Eishockeyspieler
- Chatschijan, Leonid Genrichowitsch (1952–2005), armenisch-amerikanischer Mathematiker
- Chatschikjan, Ani, armenische Schauspielerin
- Chatschikjan, Ani (* 1991), armenische Sprinterin
- Chatschiun, Bruder von Dschingis Khan, General der Mongolen

### Chatt
- Chatt, Joseph (1914–1994), britischer Chemiker
- Chatta, Nidhal (* 1958), tunesischer Filmregisseur, Filmproduzent und Drehbuchautor
- Chattab, Ibn al- (1969–2002), saudi-arabischer Terrorist
- Chattab, Muschira (* 1944), ägyptische Ministerin und Diplomatin
- Chattābī, Abū Sulaimān al- (931–998), schafiitischer Hadith-Gelehrter
- Chattam, Maxime (* 1976), französischer Schriftsteller
- Chattarin Pateetin (* 2001), thailändischer Fußballspieler
- Chattaway, Jay (* 1946), US-amerikanischer Komponist für Filmmusiken
- Chatten, Grian (* 1995), irisch-britischer SängerGrian Chatten (* 1995)

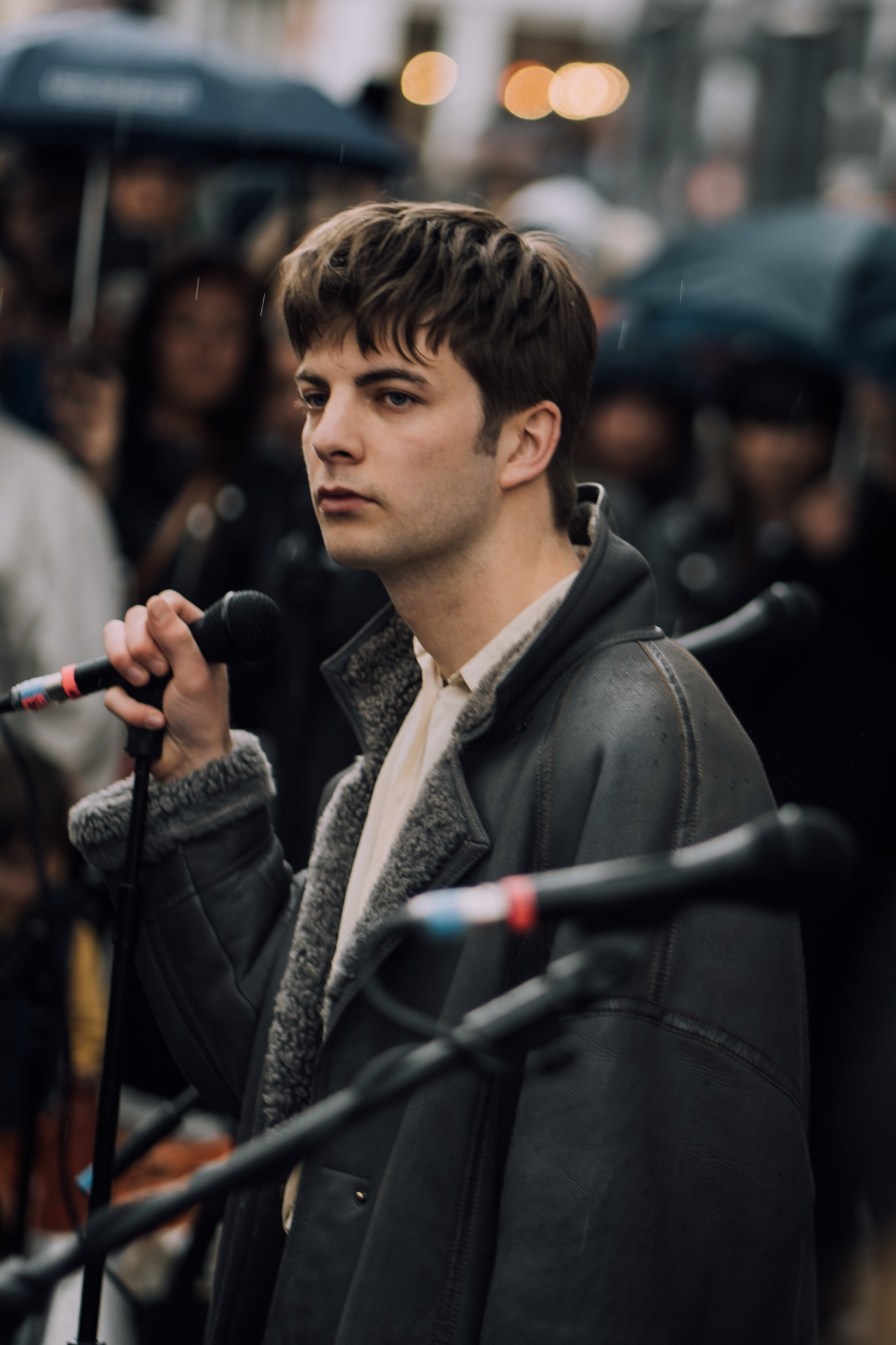
Grian Chatten (* 1995)

- Chatten, Klaus (* 1963), deutscher Autor, Übersetzer, Regisseur und Schauspieler
- Chatterjee, Asima (1917–2006), indische Chemikerin
- Chatterjee, Basu (1930–2020), indischer Filmregisseur und Drehbuchautor
- Chatterjee, Debabrata (1911–1960), indischer Botaniker
- Chatterjee, Dhritiman (* 1945), indischer Schauspieler
- Chatterjee, Helen (* 1973), britische Biologin und Hochschullehrerin
- Chatterjee, Pashupati (1906–1990), bengalischer Filmregisseur und Journalist
- Chatterjee, Rajeshwari (1922–2010), indische Mathematikerin, Ingenieurin und Hochschullehrerin
- Chatterjee, Samir (* 1955), indischer Tablaspieler, Weltmusiker und Musikpädagoge
- Chatterjee, Sankar (* 1943), indisch-US-amerikanischer Wirbeltier-Paläontologe und Geologe
- Chatterjee, Sourav (* 1979), indischer Mathematiker
- Chatterjee, Sovan (* 1964), indischer Politiker
- Chatterjee, Subhen (* 1962), indischer Tablaspieler
- Chatterjee, Upamanyu (* 1959), indisch-bengalischer Schriftsteller und Verwaltungsbeamter
- Chatterji, Srishti Dhar (1935–2017), indisch-schweizerischer Mathematiker und Hochschullehrer an der École polytechnique fédérale de Lausanne (EPFL) in der Schweiz
- Chatterton, Brian (* 1943), kanadischer Paläontologe
- Chatterton, Fenimore (1860–1958), US-amerikanischer Politiker
- Chatterton, Georgiana (1806–1876), britische Schriftstellerin
- Chatterton, Ruth (1892–1961), US-amerikanische Schauspielerin, Autorin von Theaterstücken und Romanen und Pilotin
- Chatterton, Thomas (1752–1770), englischer Dichter
- Chattha, On-uma (* 1997), thailändische Leichtathletin
- Chatto, Beth (1923–2018), britische Gärtnereibesitzerin
- Chatto, Daniel (* 1957), britischer Künstler und Schauspieler
- Chatto, Grace (* 1985), britische MusikerinGrace Chatto (* 1985)

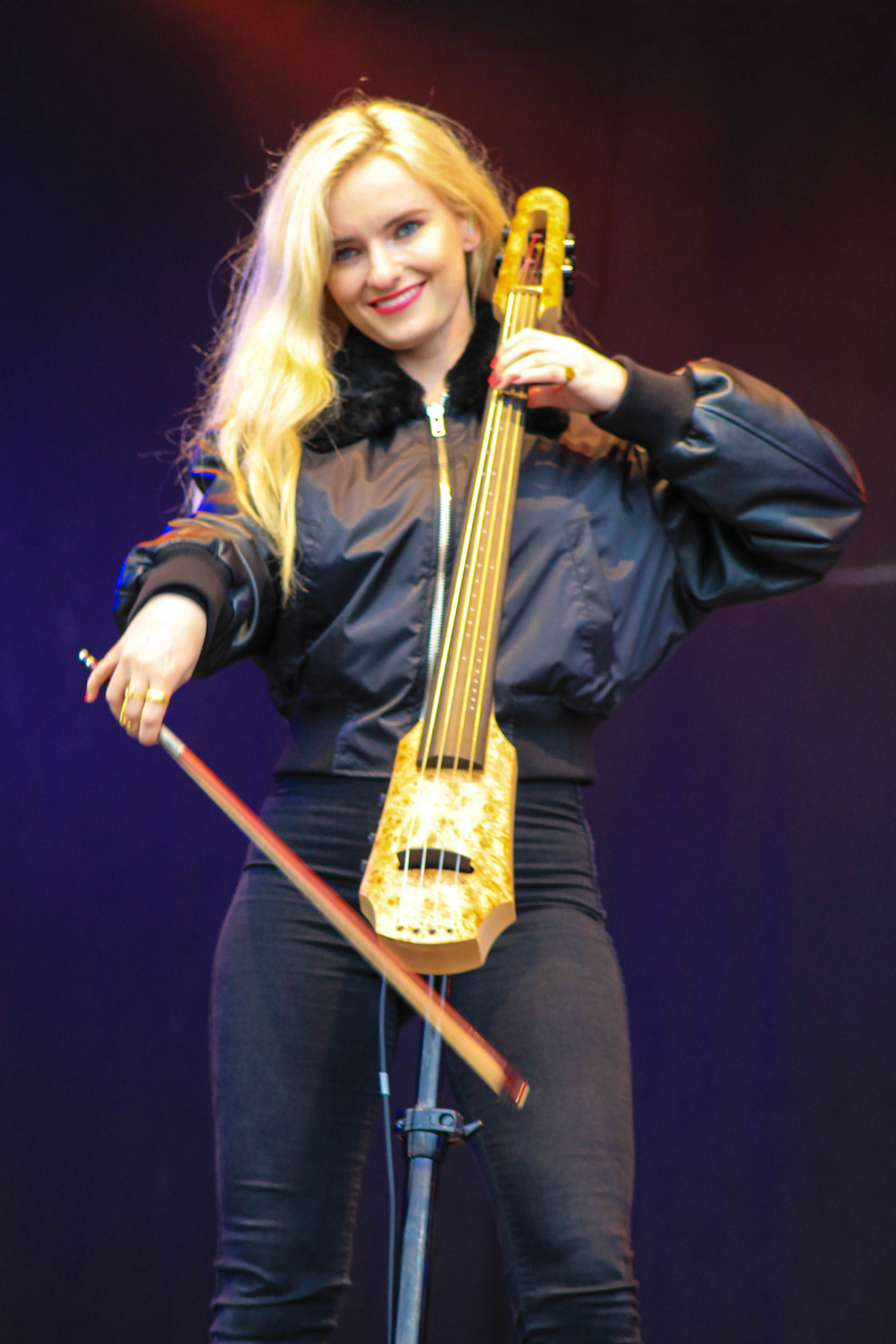
Grace Chatto (* 1985)

- Chattoe, Thomas C. (1890–1982), kanadischer Organist, Chorleiter und Musikpädagoge
- Chatton, Benjamin (* 1981), deutscher Handballspieler und -manager
- Chatton, Charlotte (* 1975), britische Filmschauspielerin
- Chatton, Édouard (1883–1947), französischer Biologe
- Chatton, Etienne († 1902), Schweizer Straftäter, letzte Hinrichtung in der RomandieEtienne Chatton († 1902)

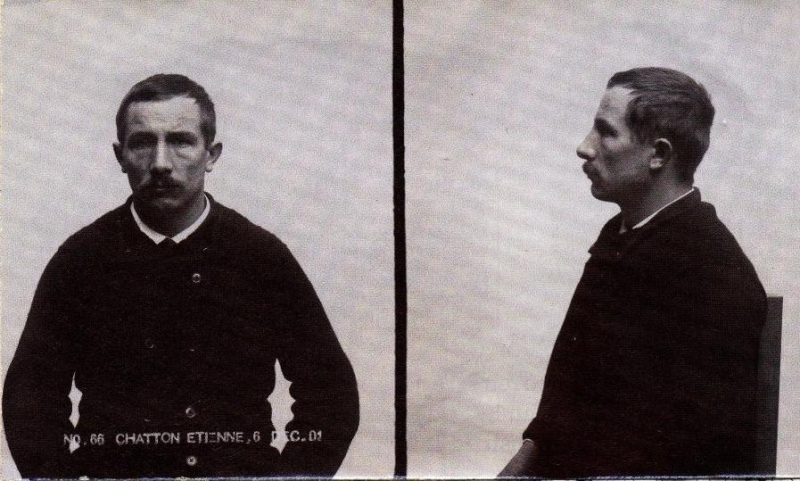
Etienne Chatton († 1902)

- Chattopadhyay, Anil (1929–1996), indischer Schauspieler des bengalischen Films
- Chattopadhyay, Bankim Chandra (1838–1894), bengalischer Autor
- Chattopadhyay, Sharat Chandra (1876–1938), bengalischer Autor
- Chattopadhyay, Soumitra (1935–2020), indischer Schauspieler
- Chattopadhyaya, Debiprasad (1918–1993), bengalischer marxistischer Philosoph
- Chattopadhyaya, Virendranath (1880–1937), indischer Journalist
- Chatty, Habib (1916–1991), tunesischer Politiker
- Chatty, Lamin (* 1996), gambischer Fußballspieler

### Chatu
- Chatumongol Sonakul (* 1943), thailändischer Wirtschaftswissenschaftler und Zentralbankgouverneur
- Chatunzew, Alexander Wassiljewitsch (* 1985), russischer Radrennfahrer
- Chatunzew, Wassili Pawlowitsch (* 1985), russischer Radrennfahrer
- Chatunzewa, Gulnas Eduardowna (* 1994), russische Radsportlerin
- Chaturvedi, Avani (* 1993), indische Kampfpilotin

### Chatw
- Chatwet Singto (* 1996), thailändischer Fußballspieler
- Chatwin, Bruce (1940–1989), britischer Schriftsteller
- Chatwin, J. A. (1830–1907), englischer Architekt und Baumeister
- Chatwin, Justin (* 1982), kanadischer SchauspielerJustin Chatwin (* 1982)

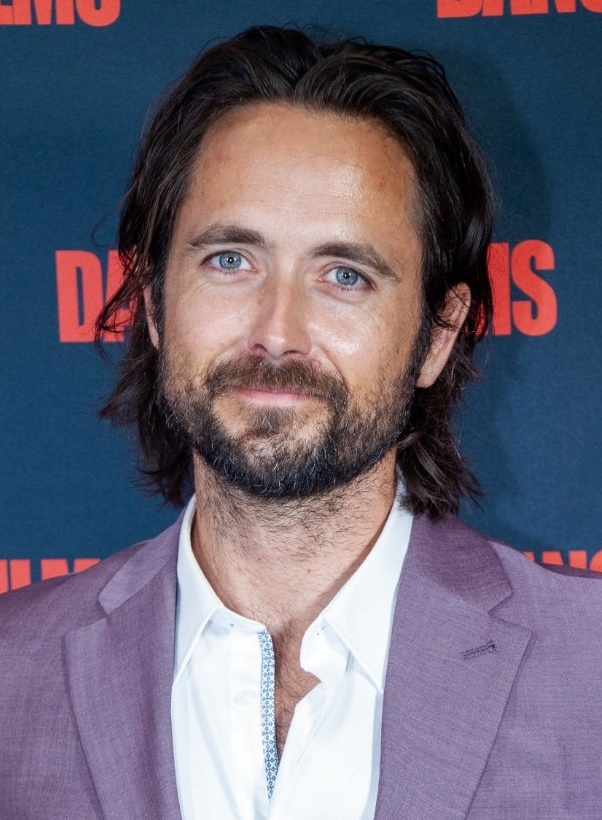
Justin Chatwin (* 1982)

### Chatz
- Chatziantoniou, Georgios A. (1904–1995), griechischer evangelischer Schriftsteller, Theologe und Gemeindeleiter
- Chatziantoniou, Theodoros (* 1974), griechischer Volleyball-Nationalspieler (Mittelblocker)
- Chatzidaki, Rena (1943–2003), griechische Dichterin
- Chatzidakis, Georgios N. (1848–1941), griechischer Neogräzist und Sprachwissenschaftler
- Chatzidakis, Iosif (1848–1936), griechischer Arzt und Klassischer Archäologe
- Chatzidakis, Kostis (* 1965), griechischer Politiker, MdEP
- Chatzidakis, Zoé Maria (1955–2025), französische Mathematikerin
- Chatzidimitriou, Christos (1847–1905), griechischer Lehrer, Kaufmann und Freiheitskämpfer
- Chatzigiakoumis, Nikolaos (1930–2023), griechischer Ruderer
- Chatzigiannidou, Natalia (* 1979), griechische Fußballspielerin
- Chatzigiovanis, Anastasios (* 1997), griechischer Fußballspieler
- Chatziioannidis, Georgios (* 1951), griechischer Ringer
- Chatziioannou, Ioanna (* 1973), griechische Gewichtheberin
- Chatzikyriakis, Markos (* 1974), griechischer Snowboarder
- Chatziloizou, Natalia (* 1979), belarussisch-zyprische Schwimmerin
- Chatzimarkakis, Jorgo (* 1966), deutsch-griechischer Politiker (FDP, Hellenische Europabürger/Έλληνες Ευρωπαίοι Πολίτες) und Mitglied des Europäischen Parlaments für die FDP in der ALDE-Fraktion (2004–2014)Jorgo Chatzimarkakis (* 1966)

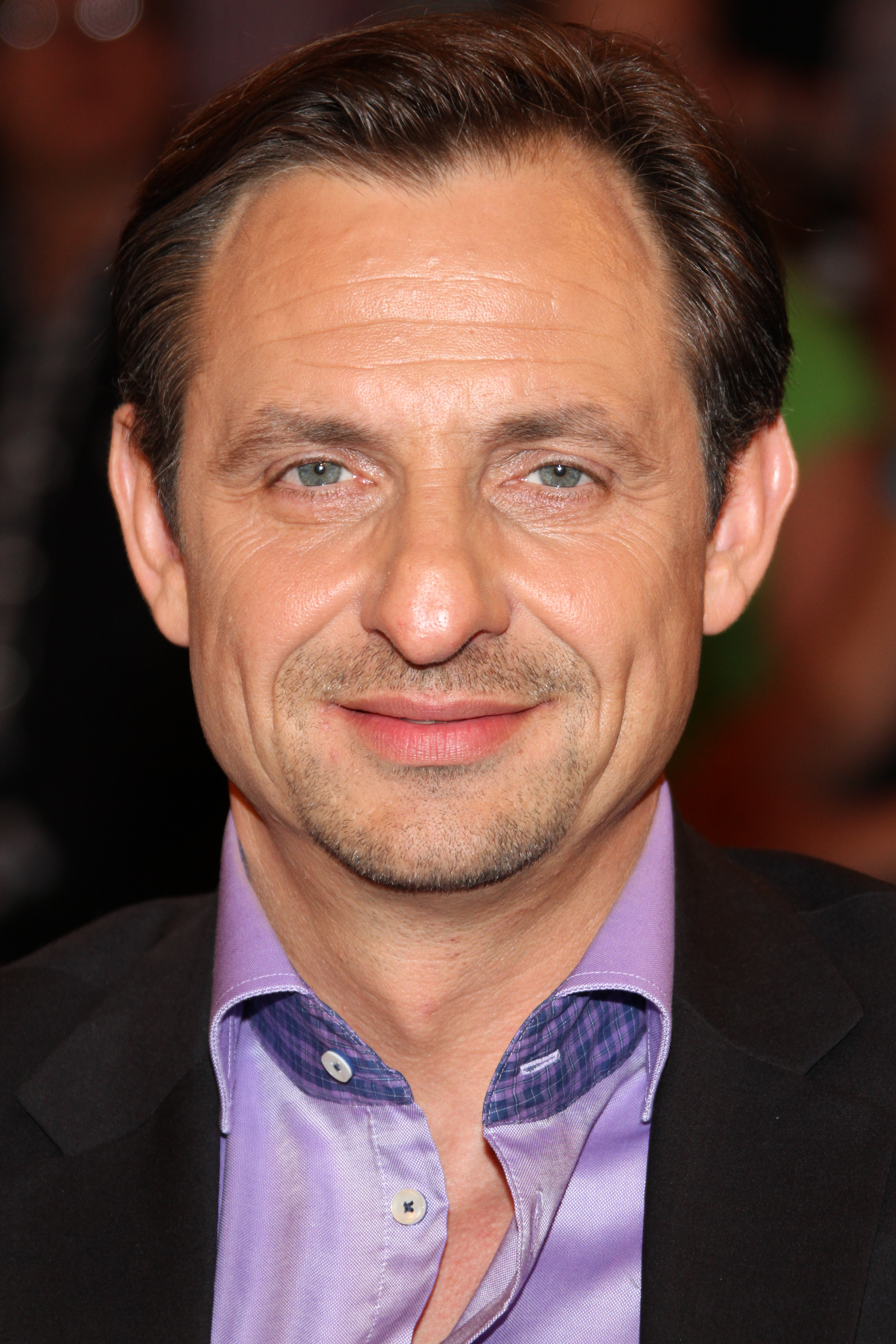
Jorgo Chatzimarkakis (* 1966)

- Chatzinikou, Eleftheria (* 1978), griechische Volleyball-Nationalspielerin (Außenangreiferin)
- Chatzipavlis, Ilias (* 1949), griechischer Segler
- Chatzipolydorou, Chrystalla (* 1993), zypriotische Leichtathletin
- Chatzis, Nikolaos (* 1976), deutsch-griechischer Fußballspieler
- Chatzis, Nikolaos (* 1976), griechischer Basketballspieler
- Chatzitheodoridis, Ilias (* 1997), griechischer Fußballspieler
- Chatzivrettas, Nikolaos (* 1977), griechischer Basketballspieler
- Chatzkels, Helene (1882–1973), jiddische Pädagogin und Autorin in Kaunas
- Chatzon, sklavinischer Anführer
- Chatzopoulos, Dimitrios (* 1967), griechischer Weitspringer
- Chatzopulos, Konstantinos (1868–1920), griechischer Schriftsteller